# Fernando Prensa
Fernando Prensa (Buenos Aires, Argentina; enero de 1966 - 3 de febrero de 2021) fue un periodista de espectáculos, locutor y cantante argentino.

## Carrera
En televisión participó de ciclos como Infama conducido por Santiago del Moro y Nosotros a la mañana. Uno de los últimos programas que hizo fue en KZO con Las Trillizas de Oro, de quienes además era jefe de prensa, Mañanas nuestras.
Como locutor y presentador radial trabajó en el programa Falta de respeto por Conexión abierta, ciclo que ganó el Premio Martín Fierro Digital 2017. Se dio el lujo de entrevistar a personalidades del ambiente artístico como Carmen Barbieri, Juan Acosta, Moria Casán, Cecilia Milone, Facundo Arana, Gloria Carrá, Andrea del Boca, Nito Artaza, entre otros.
También tuvo una labor como periodista de espectáculos en internet como columnista de @news_digitales. También escribió para la Revista Semanario.
Desde su canal de YouTube mostró se atrevió a mostrar su talento vocal y lanzó su tema El verano llegó en el 2018, con letra de Elio Roca y producción musical de Félix Pando; y La Extraña de las Botas Rosa con el sello Pandomusic grabados en Miami.

## Vida privada
En la década de 1980 fue pareja de la primera actriz Andrea del Boca. Luego de separarse se declaró abiertamente homosexual y formó pareja por más de veinte años con Eduardo.

## Fallecimiento
En los últimos meses Prensa estuvo batallando por un cáncer de colon. Finalmente falleció en su casa el miércoles 3 de febrero de 2021, víctima de un infarto agudo de miocardio. Esa mañana se levantó y le dijo a su novio Eduardo que no podía respirar, entonces se levantó y se desplomó. Tenía 55 años.